# Asthenia geometraria
Asthenia geometraria är en fjärilsart som beskrevs av Felder 1862. Asthenia geometraria ingår i släktet Asthenia och familjen påfågelsspinnare. Inga underarter finns listade i Catalogue of Life.